# Gubernatorzy generalni Wysp Salomona
Gubernator generalny Wysp Salomona – najwyższe stanowisko polityczne na Wyspach Salomona. Gubernator jest reprezentantem monarchy brytyjskiego jako głowy państwa. Pod nieobecność suwerena (która trwa faktycznie przez cały czas), gubernator generalny wykonuje jego kompetencje. Co do zasady czyni to za radą rządu, jednak konstytucja określa sytuacje w których działa samodzielnie.

## Lista gubernatorów generalnych Wysp Salomona
| # | Portret   | Imię i nazwisko | Objął urząd  | Opuścił urząd | Suweren     |
| - | --------- | --------------- | ------------ | ------------- | ----------- |
| 1 |           | Baddeley Devesi | 7 lipca 1978 | 7 lipca 1988  | Elżbieta II |
| 2 |           | George Lepping  | 7 lipca 1988 | 6 lipca 1994  | Elżbieta II |
| 3 |           | Moses Pitakaka  | 7 lipca 1994 | 7 lipca 1999  | Elżbieta II |
| 4 |           | John Lapli      | 7 lipca 1999 | 7 lipca 2004  | Elżbieta II |
| 5 |           | Nathaniel Waena | 7 lipca 2004 | 7 lipca 2009  | Elżbieta II |
| 6 |           | Frank Kabui     | 7 lipca 2009 | 7 lipca 2019  | Elżbieta II |
| 7 |           | David Vunagi    | 7 lipca 2019 | 7 lipca 2024  | Elżbieta II |
| 7 | Karol III | David Vunagi    | 7 lipca 2019 | 7 lipca 2024  |             |
| 8 |           | David Tiva Kapu | 7 lipca 2024 | nadal         |             |